# دافوس سيوورث
دافوس سيوورث (بالإنجليزية: Davos Seaworth)، المعروف أيضًا بلقب فارس البصل أو دافوس قصير اليد، شخصية خيالية من السلسلة الروائية الملحمية الخيالية أغنية الجليد والنار للكاتب الأمريكي جورج ر. ر. مارتن، ونسخة التلفزيون المنقحة صراع العروش. إنه شخصية بارزة في الروايات.
ظهر دافوس لأول مرة عام 1998 في رواية صراع الملوك ولاحقًا في رواية عاصفة السيوف سنة 2000 وفي رقصة مع التنانين عام 2011، إذ عمل مستشارًا موثوقًا لستانس براثيون. يأتي دافوس بوسائل متواضعة وكان مهرِّبًا ناجحًا، إذ تخطى حصار حليف تارجارين لجلب مجموعة من المؤن التي تشتد حاجة ستانس وحشوده الجائعة إليها، بعد أن دافعوا عن قلعة ستورمز إند في أثناء ثورة روبرت. يرقّيه ستانس فارسًا وخادمًا للرب تقديرًا لإنقاذ رجاله، لكنه يقطع أصابع يده اليسرى عقابًا على عمله الإجرامي في التهريب. يعد دافوس أن هذه المعاملة عادلة، وهو مخلص بشدة لستانس، لكنه يخشى تأثير الكاهنة الحمراء ميليساندرا المتزايد. شكَّل علاقة أبوية وثيقة مع ابنة ستانس المشوهة. مثّل دافوس الممثل الأيرلندي ليام كونينغهام في النسخة التلفزيونية على شبكة إتش بي أو.

## الشخصية

### الخلفية
ينحدر دافوس من عائلة متدنية، كونه وُلِد بين العامة الفقراء في فلي بوتوم في كنغز لاندنغ. كان أحد أكثر المهربين سيئي السمعة في الممالك السبع في شبابه، وكثيرًا ما قاد سفينته ذات الراية السوداء إلى المواني في الليالي المظلمة، وعبر المياه الضحلة الغادرة. تزوج امرأة تسمى ماريا، وأنجبا دايل وألارد وماتوس وماريك وديمان وستانس وستيفون.
تملّص دافوس من حصار شيبريكر باي وهرّب شحنة من البصل والسمك المملح في ستورمز إند لستانس ورجاله الذين كانوا يتضورون جوعًا تحت حصار مايس تيريل وريد واينز. ساعد الطعام الذي أحضره دافوس على صمود رجال ستانس مدة عام تقريبًا حتى وصل إدارد ستارك لتخفيف الحصار. منَح ستانس دافوس لقب الفروسية مكافأةً على هذه الخدمة ومنحه علامة النبالة إضافةً إلى حرية اختيار الأراضي في كيب راث، إذ اختار دافوس سيوورث اسمًا لمنزله الجديد. لكن عقابًا له على سنوات نشاطه الإجرامي في التهريب، قطع ستانس بنفسه المفصل الأول من كل إصبع في يد دافوس اليسرى. وجد دافوس حكم ستانس عادلًا، واحتفظ بعظام أطراف أصابعه في كيس معلق حول عنقه تميمةً للحظ.

### الشخصية
دافوس متواضع ومخلص جدًا لستانس، بسبب الحياة والفرص التي قدمها له ستانس ولعائلته، منحه الفروسية، رغم تضارب أساليب ستانس. دافوس متدين مؤمن بالأقدار السبعة، ما يضعه في خلاف مع الكاهنة الحمراء ميليساندرا ورجال الملكة، الذين يعبدون الدين الشرقي لرحلور. يحاول دافوس أن يكون صادقًا مع ستانس دائمًا، ويعبر عن رأيه بدلًا من قول ما يريد ستانس سماعه، يُكسِبه هذا احترام ستانس الصامت في المقابل.

## وقائع القصة

### صراع الملوك

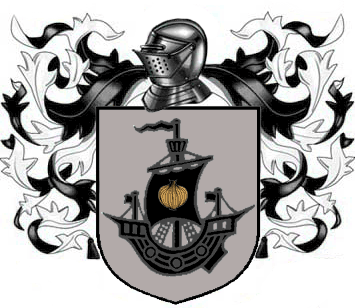
شعار نبالة دافوس سيوورث

يسمي ستانس نفسه وريثًا لأخيه الملك روبرت باراثيون، بسبب عدم شرعية جوفري. يدعمه دافوس، مع أنه لا يحب اعتناق دين رحلور تحت أوامر الكاهنة الحمراء ميليساندرا. يُرسَل دافوس لإيصال رسائل تفيد بأن أبناء الملكة سيرسي وُلِدوا من نكاح مُحرم، لذلك لا يحق لهم المطالبة بالعرش الحديدي. يتلقى ستانس القليل من المساعدة من النبلاء الآخرين.
يبحر دافوس مع ستانس لمحاصرة ستورمز إند عندما أعلن رينلي نفسه ملِكًا، وحاول أن يهزم الملك، لكنه قُتِل بواسطة ظل ولَدَته ميليساندرا. يرفض السير كورتني بينروز آمر القلعة تسليم ستورمز إند، ينصح ستانس بمهاجمة كنغز لاندنغ قبل الاستحواذ على ستورمز إند. لكن ستانس يخاف أن يتبعه اللوردات إذا ظهر مهزومًا. يرافق دافوس ميليساندرا شخصيًا، وينتابه الشك في أمرها، إلى الكهوف أسفل ستورمز إند، حيث ولَدت ظلًا آخر اغتال بينروز، ويسمح روبرت لستانس بالمطالبة بابنه غير الشرعي.
يتولى دافوس قيادة سفينة في معركة بلاك ووتر، مع أنه على خلاف مع قائدهم، جهز ستانس سير إمري ملورنت. يحاصر تيريون لانيستر، ذراع الملك بالعرش الحديدي بالنيابة عن الملك المكلف بالدفاع عن كنغز لاندنغ، أسطول ستانس الطبيعي مُسلسلًا في نهر (خندق)، يُقتل أبناء دافوس الأربعة الكبار في فخ، لكن ينجو دافوس وغُسِل الاربعة على الشاطئ على الجبال البحرية المعروفة باسم سبيرز أوف ذا ميرلينغ كينغ، وفقد حظه لكنه استعاده في نهاية المطاف بمساعدة رجال ستانس.

### عاصفة السيوف
يخطط دافوس لقتل الكاهنة بالنار، إذ يلقي باللوم عليها لخسارته، بسبب استخدام تيريون للنار وترابط ديانة ميليساندرا بالنار. مع ذلك، توقَّعت ميليساندرا ذلك وسجن عم ستانس بالمصاهرة السير أكسل فلورنت دافوس الذي يهدد بقتل دافوس إذا لم يصبح ستانس مساعد الملك. سُجِن مع دافوس مساعد ستانس وعمه بالمصاهرة أليستر فلورنت، الذي سُجِن لمحاولته التفاوض مع آل لانستر دون علم ستانس. يحرر ستانس دافوس لسماعه بشأن هجوم كلاو آيل، ويدَّعي دافوس أن الهجوم غير المنصف رغم خضوع اللورد سالتيغار لجوفري، إضافةً إلى براءة الشعب إذ كل ما يفعلونه هو طاعة اللورد الخاص بهم. يُسَر ستانس بأمانة مساعده، يلقب ستانس دافوس بمساعد الملك. ثم يشاهد دافوس طقوسًا دينية لستانس إذ يستخدم علقة الدم من إدريك ستورم ليلعن الملوك الثلاثة المنافسين جوفري براثيون وبالون غريغوري وروب ستارك. يفكر ستانس وميليساندرا لاحقًا بعد موت روب وبالون، في التضحية بإدريك لتهييج تنين نائم تحت مدينة دراغون ستون، رغم اعتراض دافوس. عند السماع بوفاة جوفري، هرّب دافوس إدريك شرقًا إلى المدن لحمايته من ميليساندرا.
يأتي دافوس عند تعلّم القراءة بحجة المساعدة من الحرس الليلي، ويقنع ستانس، ليبحر شمالًا لحماية الحدود من الغزو البربري الذي يفر منه الآخرون. يُرسَل دافوس إلى الميناء الأبيض بعد أن صنع ستانس الميناء لمراقبة الشرق من البحر وحماية القلعة السوداء، لإقناع اللورد وايمان ماندرلي، أقوى زعيم في الشمال، ليدعم معركة ستانس.

### وليمة للغربان ورقصة مع التنانين
تمكن دافوس وحيدًا من الوصول إلى وايت هاربور بعد رحلة مليئة بالمشاكل، بعد تخلّي لازيني سلسيل سلادهور سان عنه، يكتشف أن آل ماندرلين يستضيفون 3 من هاوس فري، الذي غدر ببيت ستارك في ريد ويدينغ وذبح رجال الشمال غير المسلحين عديمي الولاء لروب ستارك. وحيدًا محرومًا، يدّعي دافوس أن الشمال يجب أن يدعم ستانس وسيساعدهم بالمقابل على الانتقام، يسجنه واين ثم يرسل كلمة إلى كنغز لاندنغ تقول إنه أعدم دافوس دليلًا على الولاء. لكنه في الحقيقة أعدم مجرم غامض يشبه دافوس. بقي دافوس محبوسًا في وولفز دين، لكنه يتلقى معاملة جيدة، ويتحرر لاحقًا ليلتقي بوايمان سرًا من طريق روبرت كلوفر، وهو أيضًا ضيف وايمان سرًا. يعتذر وايمان عن استقبال دافوس ويوضح له أنه لا يستطيع ان يهزم آل لانستر، في حين كان نجله الناجي الوحيد ووريثه السير ويليس أسيرًا، لكنه زيَّف إعدامه ثم عاد. ألمح وايمان أنه يخطط لقتل آلهة الخصوبة الثلاثة، وأوضح أن العديد من لوردات الشمال يحلمون بتدمير هاوس بولتون، الذين فرضوا سيطرتهم على الشمال بعد خيانة بيت ستارك لكنهم لم يجرؤوا على هزيمة آل بولتون، ما لم يجدوا وريثًا شرعيًا لستارك.  يوضح وايمان أيضًا لدافوس أنه كان يخفي ويكس بايك، مرافق ثيون غريغوي الأبكم، كونه شاهد خفي على نهب رمزي سنو في وينتر فيل، الذي لاحق سرًا الهاربين ريكون ستارك وأوشا، وأشار إلى أن ريكون في أحد جزر آكلي البشر الاسطورية في سكاجوز، ثم يخبره وايمان أنه إذا استعاد ريكون بنجاح من سكاجوز، سيدعم حملة ستانس هاوس ماندرلي.

## السلسلة التلفزيونية

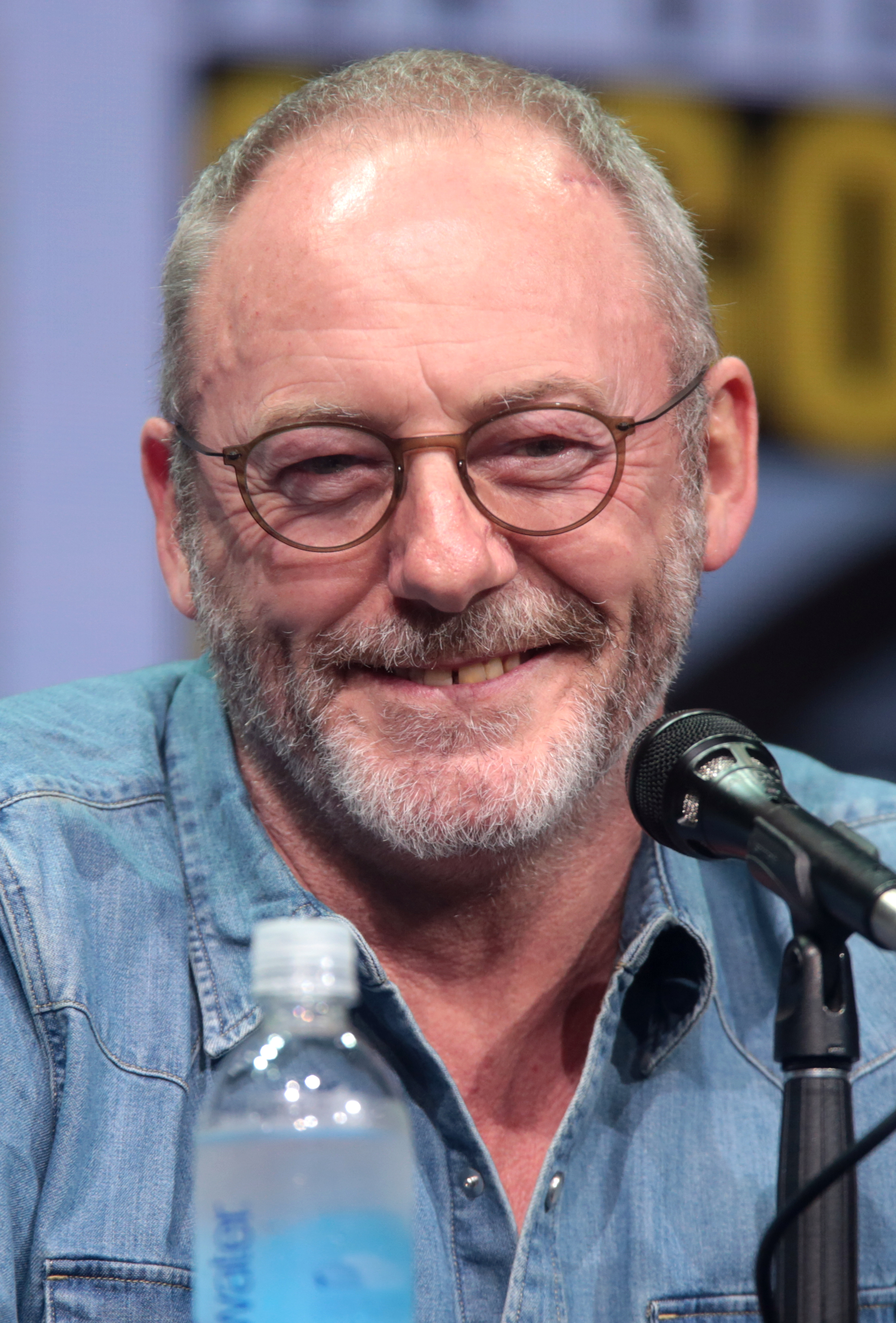
ليام كونينغهام

قُطِعت أصابع اليد اليمنى في سلسلة إتش بي أو، لأن الممثل ليام كونينغهام يستخدم اليد اليسرى. ويشير إلى وجود العديد من الأبناء، لكننا نشاهد واحدًا فقط في القصة، ماتوس.

### الموسم الثاني
عندما يرفض رينلي الاستسلام لستانس، يطلب دافوس أن يبحر مع ميليساندرا تحت ستورمز إند. عندما يصلون إلى الشاطئ، يشعر دافوس بالرعب عندما تلد ميليساندرا شيطانًا غامضًا، يقتل رينلي، تنحني لوردات العاصفة لستانس، الذي يخطط لشن هجوم بحري على كنغز لاندنغ وإعطاء دافوس قيادة الأسطول. مع وصول أسطول باراثيون إلى خليج بلاك ووتر، تتفجر سفينة مليئة بالنيران وسط الأسطول. تعد سفينة دافوس إحدى أقرب السفن، إذ يُطرح في البحر عندما تُدمر السفينة.

### الموسم الثالث
تُكتشف نجاة دافوس بالسباحة إلى صخرة، وأنقذه صديقه القرصان سلادهور سان، الذي كشف موت ماتوس خلال معركة بلاك ووتر. يلوم دافوس ميليساندرا بعد حزنه على وفاة ابنه ويحاول اغتيالها دون جدوى قبل إلقائها في الأبراج المحصنة. تكتشف ابنة ستانس في أثناء احتجاز دافوس أن دافوس أُمّي وأن ستانس يعلمه القراءة. يحرر ستانس دافوس ملقبًا إياه بمساعده. يخطط ستانس وميليساندرا خلال وقت قصير للتضحية بابن روبرت غير الشرعي غندري، حتى يحرره دافوس ويساعده على الهرب من دراغون ستون. قرر ستانس الغاضب إعدام دافوس، حتى يقدم دافوس رسالة من كاسل بلاك تحذر من عودة وايت ووكرز وتؤيد ميليساندرا، وينصح ستانس بأنه سيحتاج إلى دافوس عندما يأتي الليل الطويل، ما يدفع ستانس للعفو عن دافوس.

### الموسم الرابع
يوبخ ستانس دافوس بعد موت جوفري لعدم تمكنه من تأمين المزيد من الرجال. يرتب دافوس اجتماعًا مع تايكو نيستوريس، ممثل البنك الحديدي في برافوس، ويقنعه بتقديم دعمهم المالي لستانس بدلًا من ذلك. يستخدم دافوس المال لاستئجار السفن وبيع السيوف وسفر الجيش إلى الجبهة، منتصرين على الجيش البربري الذي حاصرهم.

### الموسم الخامس
يرافق دافوس قوات باراثيون في مسيرتها حتى وصلوا إلى وينترفيل. تسلل رمزي بولتون ورجاله خلال مسيرتهم إلى المخيم ودمّروا إمداداتهم. يعود دافوس إلى الجبهة ليبحث عن المزيد من المؤن، وهو لا يملك أدنى فكرة أن ستانس ينوي التضحية بشيرين ليضمن نصره. إن اللورد القائد جون سنو، رغم العاطفة، غير قادر على تقديم المساعدة. تصل ميليساندرا إلى كاسل بلاك بعد فترة وجيزة، بعد هروبها للتضحية بشيرين. يدرك دافوس أن ستانس هُزِم وأن شيرين ماتت، مع أن ميليساندرا لا تبين فعلتها.    